# Actinium-234
Actinium-234 of 234Ac is een onstabiele radioactieve isotoop van actinium, een actinide. De isotoop komt van nature niet op Aarde voor.
Actinium-234 kan ontstaan door radioactief verval van radium-234.
{\displaystyle {\ce {{^{234}_{88}Ra}->{^{234}_{89}Ac}+{e^{-}}+{\bar {\nu }}_{e}}}}

## Radioactief verval
Actinium-234 vervalt door β−-verval tot de radio-isotoop thorium-234:
{\displaystyle {\ce {{^{234}_{89}Ac}->{^{234}_{90}Th}+{e^{-}}+{\bar {\nu }}_{e}}}}
De halveringstijd bedraagt 44 seconden.
205Ac · 206Ac · 206m1Ac · 206m2Ac · 207Ac · 208Ac · 208mAc · 209Ac · 210Ac · 211Ac · 212Ac · 213Ac · 214Ac · 215Ac · 216Ac · 216mAc · 217Ac · 217mAc · 218Ac · 218mAc · 219Ac · 220Ac · 221Ac · 222Ac · 222mAc · 223Ac · 224Ac · 225Ac · 226Ac · 227Ac · 228Ac · 229Ac · 230Ac · 231Ac · 232Ac · 233Ac · 234Ac · 235Ac · 236Ac · 237Ac